# 糸賀黎
糸賀 黎（いとが れい、1930年 - 2005年）は、日本の環境計画学者、造園学者。環境学、農林学。
一貫して持続可能な自然保護・農山村計画の実践・研究・教育に取り組む。
東京都生まれ。

## 経歴
京都大学農学部林学科卒業。厚生省国立公園部計画課、環境庁、1977年筑波大学農林学系教授、1994年信州大学農学部教授、1996年長野県自然保護研究所総括研究員。
1982年第3回田村賞受賞、1991年日本造園学会賞研究論文部門受賞。